# Karra Elejalde
Carlos "Karra" Elejalde Garai, född 10 oktober 1960 i Vitoria-Gasteiz, Baskien, är en spansk skådespelare.

## Utmärkelser
Elejalde har bland annat vunnit två Goyapriset för bästa manliga biroll, 2010 och 2014.

## Roller i urval
- 1992 – Kossor
- 1993 – Den döda modern
- 1993 – Den röda ekorren
- 1993 – Kika
- 1996 – Jorden
- 2007 – Timecrimes
- 2010 – Biutiful
- 2010 – Till och med regnet
- 2014 – Ocho apellidos vascos
- 2019 – Mientras dure la guerra
- 2022 – Vasil